# Martian Manhunter
Martian Manhunter (J'onn J'onzz) là một nhân vật siêu anh hùng hư cấu xuất hiện trong truyện tranh của Mỹ được công bố bởi DC Comics. Nhân vật được tạo ra bởi Joseph Samachson và nghệ sĩ Joe Certa, xuất hiện lần đầu tiên trong Detective Comics #225 "The Manhunter From Mars" vào tháng 10 năm 1955. Ông là một trong bảy thành viên ban đầu của Justice League của America.